# Saint-Hilaire-sur-Risle
Saint-Hilaire-sur-Risle is een gemeente in het Franse departement Orne (regio Normandië) en telt 327 inwoners (1999). De plaats maakt deel uit van het arrondissement Mortagne-au-Perche.

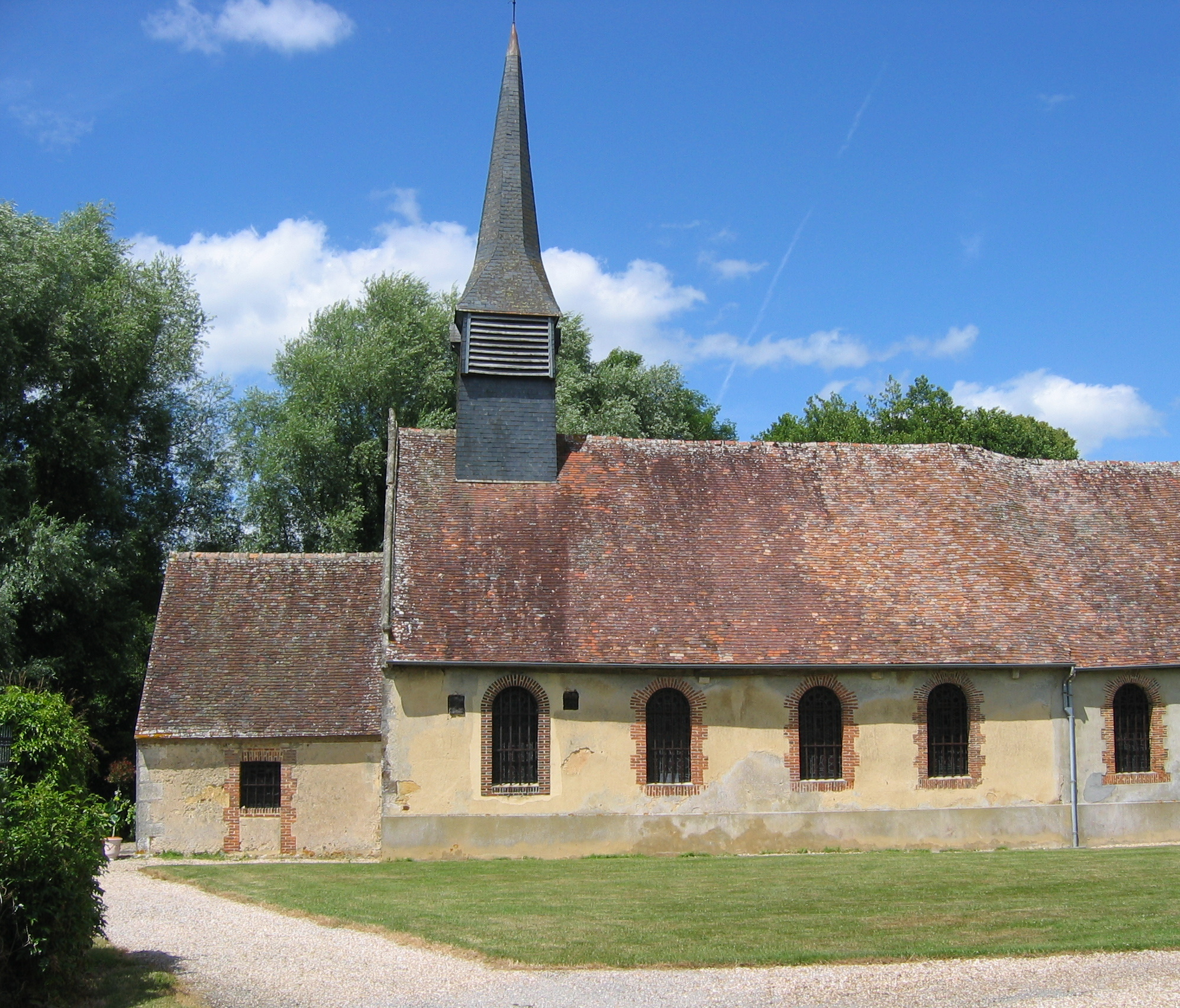
Kerk

## Geografie
De oppervlakte van Saint-Hilaire-sur-Risle bedraagt 6,6 km², de bevolkingsdichtheid is 49,5 inwoners per km².
De onderstaande kaart toont de ligging van Saint-Hilaire-sur-Risle met de belangrijkste infrastructuur en aangrenzende gemeenten.

## Demografie
Onderstaande figuur toont het verloop van het inwonertal (bron: INSEE-tellingen).